# État-major spécialisé pour l'outre-mer et l'étranger
 (décembre 2021).
L’école militaire de spécialisation de l’outre-mer et l’étranger (EMSOME) est une école militaire de l'armée de Terre. L’EMSOME est devenue au 01 aout 2024 l’Ecole militaire de spécialisation de l’outre-mer et de l’étranger. Elle passe donc sous la subordination de la Division des Ressources humaines de l’armée de Terre (DRHAT) et se réorganise à Tours au quartier Rannes. Sous le commandement organique du pôle formation (POLFORM) de la DRHAT, les missions se définissent par : 
- le rôle du général commandant l’EMSOME dans sa fonction du père de l’Arme des Troupes de marine ;  
- la mission de formation au service hors-métropole ; 
- la mission de suivi de stagiaires étrangers dans les écoles de l’armée de Terre et les écoles nationales à vocation régionale ;
- la mission d’étude et de rayonnement.
Le général commandant l’EMSOME commande l’EMSOME et est le « Père de l’arme » des Troupes de marine. Il est le gardien des traditions des Troupes de marine et l’animateur de l’arme. Il a qualité pour conserver le patrimoine historique et culturel, y compris musical, et les traditions de l’arme. Il est le garant du bon moral et de la cohésion du personnel de l’arme. Appliquant les directives du CEMAT, il est responsable , à son niveau, de la mise en œuvre par ses unités de la communication des TDM.
L’outre-mer et l’étranger sont un espace particulier où l’exercice de la souveraineté française et la défense des intérêts, des ressortissants et du rayonnement de la France constituent les principales missions. C’est aussi un dispositif clé pour la préparation opérationnelle en conditions proches de celles rencontrées sur les différents théâtres d’opérations.
Les 11 formations de l'armée de Terre stationnées outre-mer et à l'étranger sont :
| Unité                                                             | Abréviation              | Localisation           |
| ----------------------------------------------------------------- | ------------------------ | ---------------------- |
| 2e régiment de parachutistes d'infanterie de marine               | 2e RPIMa                 | La Réunion             |
| 5e régiment interarmes d'outre-mer                                | 5e RIAOM                 | Djibouti               |
| 6e bataillon d'infanterie de marine                               | 6e BIMa                  | Gabon                  |
| 9e régiment d'infanterie de marine                                | 9e RIMa                  | Cayenne                |
| 33e régiment d'infanterie de marine                               | 33e RIMa                 | Guadeloupe, Martinique |
| Régiment d'infanterie de marine du Pacifique - Nouvelle-Calédonie | RIMAP-NC                 | Nouvelle-Calédonie     |
| Régiment d'infanterie de marine du Pacifique - Polynésie          | RIMAP-P                  | Polynésie française    |
| Régiment du Service militaire adapté Guyane                       | RSMA Guyane              | Guyane                 |
| Régiment du Service militaire adapté Guadeloupe                   | RSMA Guadeloupe          | Guadeloupe             |
| Régiment du Service militaire adapté La Réunion                   | RSMA La Réunion          | La Réunion             |
| Régiment du Service militaire adapté Mayotte                      | RSMA Mayotte             | Mayotte                |
| Régiment du Service militaire adapté Martinique                   | RSMA Martinique          | Martinique             |
| Régiment du Service militaire adapté Nouvelle-Calédonie           | RSMA Nouvelle-Calédonie  | Nouvelle Calédonie     |
| Régiment du Service militaire adapté Polynésie Française          | RSMA Polynésie Française | Polynésie Française    |

## École de formation
La mission, dévolue à l'EMSOME, de formation d’adaptation sur l’outre-mer et l’étranger au profit des militaires destinés à y servir, soit dans le cadre d’une affectation, soit dans celui d’une mission de courte durée ou d’une opération extérieure, s’inscrit dans la continuité de son expertise sur l’outre-mer et l’étranger. Organisme historiquement voué à la formation à
l’interculturalité de l’armée de Terre, l’EMSOME organise des stages au profit de l’ONU et de l’OTAN, comme le stage « Formation des formateurs » ONU pour la préparation des contingents francophones engagés en opération de maintien de la paix (OMP). Cette mission s’effectue en lien direct avec l’état-major des Armées, la direction de coopération de sécurité et de défense (DCSD) et l’organisation internationale de la Francophonie (OIF) . Sa labellisation par l’ONU est acquise en 2021, lui octroyant ainsi une crédibilité et une notoriété supplémentaires.

## Historique
Le 1er juillet 2024, l'EMSOME est redevenue une école militaire après des fonctions d’état-major occupées depuis 2016. Sans modifier son acronyme, l’EMSOME renoue donc avec ses origines d'organisme de formation, comme lorsqu’elle était installé à
Rueil-Malmaison (2003-2016). Depuis 2024, elle arbore l’emblème de la DRHAT, qu'elle a également géographiquement rejoint en prenant ses quartiers à Tours. L’EMSOME est le fruit d’une longue évolution, puisqu’il est l’héritier du bureau technique des
troupes coloniales (BTTC). Installé en 1901 à l’école militaire, le BTTC était notamment chargé de la rédaction de la Revue des troupes coloniales, revue d’étude sur les outre-mer dont le premier numéro parut en juillet 1902. Cette tradition est perpétuée par l’EMSOME en tant que maison mère des Troupes de marine (histoire, culture d’arme, traditions, cohésion, esprit de corps). Elle est responsable de la ligne éditoriale et de la conception du bimestriel des Troupes de marine, L’Ancre d’Or Bazeilles. L'EMSOME est également responsable de la rédaction de l'Almanach du marsouin, annuaire référence des Troupes de marine.

## Filiation
- 1901 : bureau technique des troupes coloniales ;
- 1945 : section du bureau d'études et d'information des troupes coloniales ;
- 1948 : centre militaire d'information et de spécialisation pour l'outre-mer ;
- 1965 : centre militaire d'information et de documentation pour l'outre-mer ;
- 1999 : centre militaire d'information et de documentation pour l'outre-mer et à l'étranger ;
- 2003 : école militaire de spécialisation de l'outre-mer et l'étranger ;
- 2016 : état-major spécialisé pour l'outre-mer et l'étranger ;

2024 : école militaire de spécialisation de l'outre-mer et l'étranger.